# Ђурађ Дубровчанин
Ђурађ Дубровчанин (лат. Georgius Raguseus), научник (1579, Дубровник — 1622. Падова). Родио се као незаконито дијете, те је кукавно живио, просјачећи, док га није један Млечић, који је упознао његову бистру памет, повео са собом у Млетке, и дао га на науке. Поставши свештеник, учио је на падованском универзитету теологију и филозофију, па математику и медицину, а послије неког времена постао је тамо професор филозофије. Писац је доста филозофских и теолошких дјела на латинском језику, од којих су штампана само његова Математичка писма у Паризу 1623. 